# شاشکا
شاشکا (به مجاری:  Sáska) یک شهرداری در مجارستان است که در ناحیه تاپولتسا واقع شده‌است. شاشکا ۳۷٫۴۶ کیلومتر مربع مساحت و ۲۹۴ نفر جمعیت دارد.